# Heartattack and Vine
Heartattack and Vine es el séptimo álbum de estudio del músico estadounidense Tom Waits, publicado en septiembre de 1980 por Asylum Records. 
Supone el último trabajo publicado por el sello Asylum y el álbum de Tom Waits mejor vendido en Estados Unidos, estando tres semanas en la lista Billboard 200 y alcanzando el puesto 96.

## Versiones
Bruce Springsteen ha interpretado la canción "Jersey Girl" en varios de sus conciertos desde comienzos de los años 80, y se incluye en el triple álbum en directo Live/1975-85. En una ocasión, Waits se unió en el escenario con Springsteen para interpretar juntos "Jersey Girl", el 24 de agosto de 1981.
"On the Nickel" fue grabada para la película homónima de Ralph Waite, mientras que "Heartattack and Vine" fue versionada por Screamin' Jay Hawkins y posteriormente utilizada en un anuncio de la marca Levi's. Jean-Luc Godard también usó "Ruby's Arms" para su película de 1983 First Name: Carmen.

## Lista de canciones
Todas las canciones compuestas por Tom Waits.

### Cara A
| N.º | Título                       | Duración |  |
| 1.  | «Heartattack and Vine»       | 4:50     |  |
| 2.  | «In Shades»                  | 4:25     |  |
| 3.  | «Saving all My Love for You» | 3:41     |  |
| 4.  | «Downtown»                   | 4:45     |  |
| 5.  | «Jersey Girl»                | 5:11     |  |

### Cara B
| N.º | Título                    | Duración |  |
| 1.  | «'Til the Money Runs Out» | 4:25     |  |
| 2.  | «On the Nickel»           | 6:19     |  |
| 3.  | «Mr. Siegal»              | 5:14     |  |
| 4.  | «Ruby's Arms»             | 5:34     |  |

## Personal
- Bob Alcivar: arreglos de cuerda y orquestales
- Ronnie Barron: piano y órgano Hammond
- Roland Bautista: guitarra eléctrica y guitarra de 12 cuerdas
- Greg Cohen: bajo
- Victor Feldman: percusión, glockenspiel y campanas tubulares
- Jim Hughart: bajo
- Plas Johnson: saxofón tenor y saxofón barítono
- Michael Lang: piano
- Larry Taylor: bajo
- "Big John" Thomassie: batería
- Tom Waits: voz, guitarra eléctrica y piano
- Jerry Yester: arreglos de cuerda y conductor